# Cabrières-d’Avignon
Cabrières-d’Avignon település Franciaországban, Vaucluse megyében. Lakosainak száma 1741 fő (2022. január 1.). Cabrières-d’Avignon Gordes, Lagnes, Maubec, Oppède, Robion és Saumane-de-Vaucluse községekkel határos.

## Népesség
A település népességének változása:
| Lakosok száma | 1750 | 1760 | 1823 | 1816 | 1833 | 1835 | 1845 | 1795 | 1741 |
|               | 2013 | 2015 | 2016 | 2017 | 2018 | 2019 | 2020 | 2021 | 2022 |